# Cornel Onescu
Cornel Onescu (* 28. Januar 1920 in Gogoșu, Kreis Dolj; † 15. November 1993 in Bukarest) war ein Politiker der Rumänischen Kommunistischen Partei (PCR).

## Leben
Onescu wurde 1942 Mitglied der PCR und wurde Funktionär der kommunistischen Jugendorganisation Uniunea Tineretului Comunist (UTC). Er trat später in den Dienst des Innenministeriums, in dem er zum Leiter der Abteilung Kader aufstieg. Mitte der 1950er Jahre studierte er in der Sowjetunion. Darüber hinaus war er Mitglied des Zentralkomitees (ZK) der PCR, Leiter eines Sektors in der Abteilung für Ideologie und Organisation des ZK und wurde im Mai 1961 mit der Medaille zum 40. Jahrestag der Gründung der PCR ausgezeichnet.
Am 27. Juli 1965 wurde Onescu, der als Vertrauter von Nicolae Ceaușescu galt, als Nachfolger von Alexandru Drăghici zum Innenminister in der Regierung von Ministerpräsident Ion Gheorghe Maurer berufen. Dieses Amt bekleidete er bis zum 24. April 1972 und wurde dann durch Ion Stănescu, den bisherigen Präsidenten des Rates für Staatssicherheit (Consiliului Securitatii Statului), abgelöst. Während dieser Zeit war er von April 1969 bis April 1972 auch Mitglied im Verteidigungsrat der Sozialistischen Republik Rumänien, dem höchsten Gremium der Sozialistischen Republik und dem maßgeblichen Organ für Fragen der nationalen Verteidigung.
Zwischen März 1978 und September 1979 war er Erster Vizepräsident der Staatlichen Plankommission im Range eines Staatssekretärs.